# Suite für Orchester, op. 13
Die Suite für Orchester, op. 13 ist eine siebensätzige Suite für Orchester von Maria Herz.
Herz komponierte die Suite zwischen 1929 und 1932. Die Suite ist inspiriert von der Musikgeschichte, von Renaissance-Sarabanden über Barockchoräle und Kanons bis hin zum neoklassizistischen Ansätzen. Verlegt wurde die Suite bei Bote & Bock.

## Sätze
- I. Allegro moderato, quasi polacca[3]
- II. Andante tranquillo
- III. Allegretto
- IV. Allegro commodo, fließend
- V. Marcato
- VI. Sostenuto
- VII. Allegro

## Diskographie (Auswahl)
- Rundfunk-Sinfonieorchester Berlin, Christiane Silber, Capriccio 2024[3][4]

## Aufführungen (Auswahl)
- Juni 2023, Berlin, Emmaus-Kirche, concentus alius[5]
- Mai 2025, Kölner Philharmonie, Ford Symphonieorchester[6]